# ملعب أسد البنغال للكريكت

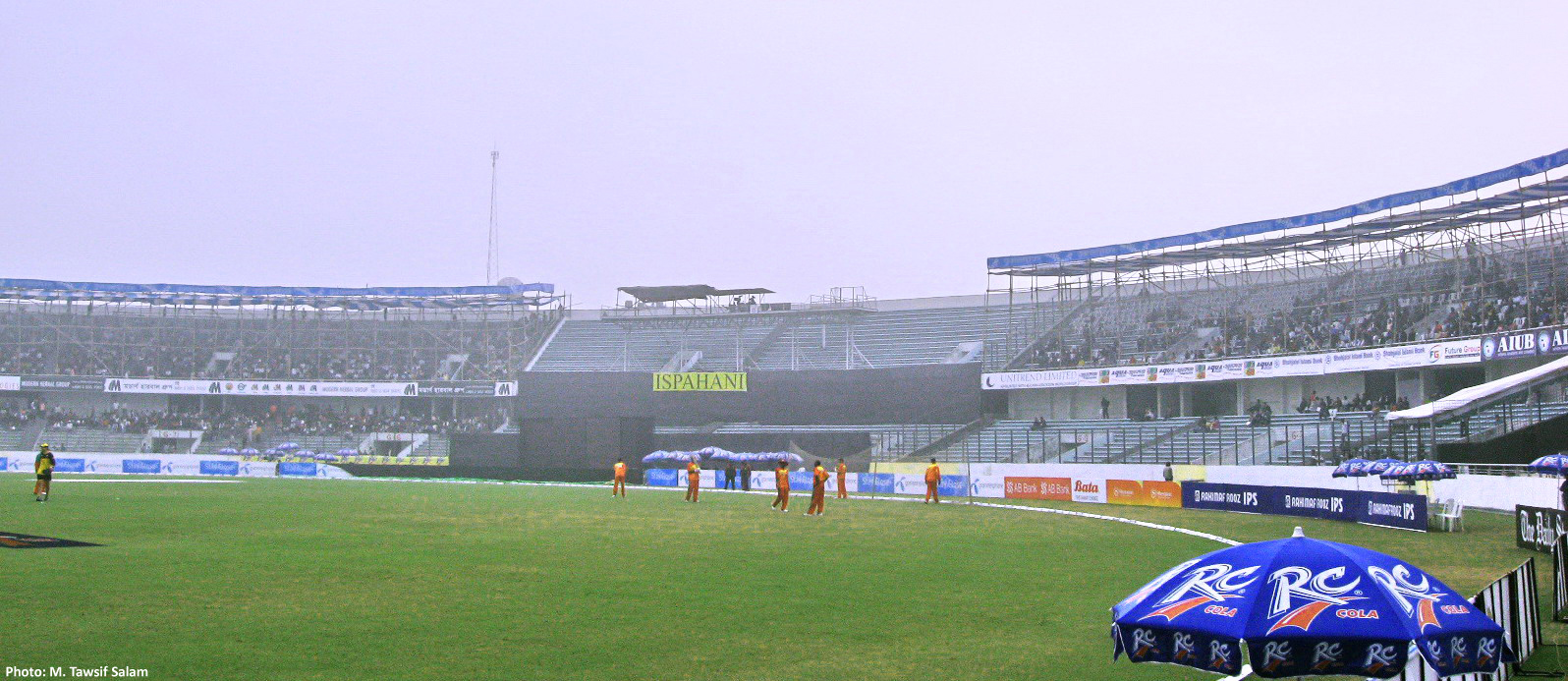

ملعب أسد البنغال للكريكت هو ملعب متعدد الاستخدام يقع في دكا عاصمة بنغلاديش . غالبا ما تلعب عليه مباريات كريكت . يسع الملعب لجلوس 35 ألف متفرج . تم افتتاح الملعب في سنة 2006 .